# Snapdragon (novela gráfica)
Snapdragon es una novela gráfica escrita e ilustrada por Kat Leyh, que fue publicada en 2020 por First Second Books y en España en 2021 por Norma Editorial. Cuenta la historia de una adolescente llamada Snapdragon, que se hace amiga de la bruja del barrio, y se enfoca en su vida y sus relaciones, poniendo el acento en la diversidad, la inclusión y la aceptación.

## Trama
Snapdragon, también conocida como Snap, vive en un pueblo donde se rumorea que vive una bruja que come animales atropellados. Conoce a la "bruja", solo para descubrir que es una anciana llamada Jacks que recoge animales atropellados para crear estatuas con sus esqueletos para vender. Sin embargo, Snap se interesa por el trabajo de Jacks y le pide que le haga de mentora. Snap encuentra una foto antigua de Jacks con su abuela Jessamine; la mujer explica que ella y Jessamine estaban enamoradas pero finalmente se separaron. Mientras libera a un grupo de zarigüeyas bebés en el bosque, Snap se sorprende de que ella y Jacks puedan ver el fantasma de la madre de la zarigüeya a su alrededor. Jacks explica que, de hecho, es una bruja, y Snap le pide que le enseñe a hacer magia.
Jacks le explica a Snap cómo concentrarse en su energía para interactuar con los fantasmas, pero ella se frustra por sus errores. En lugar de seguir las enseñanzas, ella practica por su cuenta la magia de una manera más desordenada. Le muestra su técnica a Jacks, pero casi lastima a alguien, y Jacks le dice que se ciña a su método de controlar la energía.
El exnovio abusivo de la madre de Snap regresa un día mientras Snap está sola en casa. Jacks es alertada por su magia y rápidamente lleva a su madre a casa mientras Snap lucha con su propia magia. Snap y su madre invitan a Jacks al Día de Acción de Gracias, donde Jacks se reúne con Jessamine y se vuelven a enamorar. A medida que Snap adquiere más confianza en sus poderes, reflexiona sobre que el rumor de que una bruja vive en su ciudad es casi cierto, solo que hay más de una.

## Recepción
Kirkus Reviews le dio a Snapdragon una reseña destacada que decía: "Leyh combina de manera experta la fantasía y el realismo en su enérgica novela gráfica debut en solitario". Se consideraba que el elenco de la novela estaba bien escrito y elogiaron su diversidad, que incluye una mujer trans y personajes "codificados como negros, todos, de forma refrescante, presentando una variedad realista de tonos de piel y colores y texturas de cabello". Matisse Mozer, Que escribió para School Library Journal, también le dio a la novela una reseña destacada, señalando que la autora "se basa en su experiencia trabajando en la serie 'Lumberjanes' para crear un trabajo que se centra en la inclusión y la aceptación". Al comentar sobre el estilo artístico, Mozer dice que la elección de una "estructura de paneles e imágenes al estilo anime" ayuda a crear una atmósfera más ligera para la historia, a pesar de los temas complejos que trata Snapdragon.
Una reseña destacada publicada por Publishers Weekly elogiaba la "variedad de etnias, sexualidades y expresiones de género" y concluía diciendo que "esta historia interseccional y en capas ofrece representaciones alegres y afirmativas de personas ajenas a la sociedad normativa y familias cómodamente complicadas". La reseña de Télérama del libro comparaba su escenario con la película The Goonies y el programa Stranger Things, pero señalando que Snapdragon difiere de esos medios en su tono, ya que la fantasía no es su enfoque principal y dado que sucede en un vecindario más modesto. También comparaban su estilo artístico y sus temas con los de The Witchy Boy, y terminaban diciendo que Leyh es capaz de crear una "historia sensible y benévola" sobre elecciones y segundas oportunidades.
Snapdragon estaba en la lista de Grandes Novelas Gráficas para Adolescentes de 2021 de la American Library Association, figurando entre sus diez títulos principales. La novela también fue nominada a un Premio Eisner, en la categoría de Mejor Publicación para Niños.